# Rhinactinidia popovii
Rhinactinidia popovii là một loài thực vật có hoa trong họ Cúc. Loài này được (Botsch.) Botsch. miêu tả khoa học đầu tiên năm 1986.